# Партія національної єдності (Канада)
Партія національної єдності (англ. National Unity Party), також відома як Націонал-соціальна християнська партія (англ. National Social Christian Party, фр. Parti National Social Chrétien) була канадською політичною партією, яка створена з метою збереження та просування канадського патріотизму, фашизму та націоналізму. Партія була заснована журналістом Адрієном Арканом, який прославився завдяки своїм фашистським політичним поглядам. Партія схилялася до антисемітських поглядів, зокрема виступала на підтримку нацизму.

## Діяльність
Партію було засновано в лютому 1934 року Адрієном Арканом, франкомовним квебецьким журналістом з фашистськими поглядами. Спочатку партія називалася Націонал-соціальною християнською партією, яка згодом у жовтні того самого року об'єдналася в єдину партію з Канадською націоналістичною партією. Сама партія відстоювала вкрай праві ідеї та виражала захоплення Адольфом Гітлером та нацистським режимом у Німеччині.
До 1937 року Націонал-соціальна християнська партія Аркана налічувала близько 1000 членів, а також у партії була власна воєнізована організація під назвою блакитносорочечники, схожа на коричневосорочечників в Німеччині і чорносорочечників в Італії.
1 липня 1938 року Аркан разом з групою фашистів і своїми прихильниками таємно провели невеликий з'їзд для оновлення та обрання лідера партії, непомітно прослизнувши до Кінгстона, де журналісти, місцева поліція та офіцери КККП у цивільному патрулювали вулиці у пошуках зборів чи громадських заворушень. Згодом Аркана обрали лідером нової партії та опублікували саркастичне послання з подякою міській раді за їхню "любов". Того вечора фашисти вирушили до готелю «Торонто», де оголосили пресі про створення Партії національної єдності (ПНЄ), відкритої для всіх канадців за деякими "виключеннями", включаючи азіатів та євреїв.

### Заборона партії
У травні 1940 року Аркан був заарештований за "змову з метою повалення держави", Партію національної єдності було заборонено, а члени партії відправлені до табору для інтернованих в Онтаріо.

### Післявоєнна діяльність
Останньою публічною акцією партії став мітинг, проведений 14 листопада 1965 у Центрі Поль-Сові, на якому були присутні 650 послідовників Аркана.